# Leonard Hanson
Leonard Hansen (Bradford, West Yorkshire, Nagy-Britannia, 1887. november 1. – Bradford, 1949. október 27.) olimpiai bronzérmes brit tornász.
Két olimpián vett részt. Az első az 1908-as nyári olimpia volt. A egyéni összetettben a 85. helyen végzett. Négy évvel később az 1912-es nyári olimpián már bronzérmes lett csapat összetettben.
Harcolt az első világháborúban. A Duke of Wellington’s Regimentben szolgált.